# Gottfried Achenwall
Gottfried Achenwall (20 oktober 1719 – 1 mei 1772) was een Duitse jurist, econoom, wiskundige, historicus, statisticus en universitair docent.
In 1738 begon Achenwall aan zijn studies rechten en filosofie aan de Universiteit van Jena, daarna aan de Maarten Luther-Universiteit in Halle, waar hij Johann Stephan Pütter leerde kennen, en vervolgens weer in Jena, om uiteindelijk aan de Universiteit Leipzig zijn studies te voltooien. Weliswaar stond Leipzig destijds sterk onder invloed van het Wolffianisme, maar Achenwall werd een groot criticus van Wolff.
Van 1743 tot 1746 werkte Achenwaal als docent in Dresden, tot hij in dat laatste jaar de graad magister behaalde aan de Faculteit voor Wijsbegeerte in Leipzig. Tot 1748 werkte hij daarna als privédocent geschiedenis, natuurrecht en internationaal recht in Marburg.
In 1748 kon hij dankzij Pütter in Leipzig aan de slag als docent en later als hoogleraar in wat hij statistiek noemde. Feitelijk was dit staatskunde, waarvan de omgang met wat nu statistiek inhoudt onderdeel was. Hij begon dit vak te systematiseren en baseerde zich daarbij op het werk van Hermann Conring en August Ludwig Schlözer. In 1749 publiceerde hij daartoe Abriß der neuen Staatswissenschaft der vornehmen Europäischen Reiche und Republiken. Volgens Achenwall moest met behulp van staatskunde/statistiek de Glückseligkeit van landen bepaald worden. Dankzij Achenwall verspreidde het begrip statistiek zich sterk. Ook publiceerde hij over Europese geschiedenis en handel.
In 1750 verscheen Ius Naturae dat van grote invloed zou zijn op Kant. Kant gaf zelfs lessen die hij Ius Naturae secundum Achenwall noemde en maakte ook gebruik van diens terminologie. Hoewel hij Achenwall bewonderde, was hij ook kritisch en gebruikte Kant stellingen van Achenwall om zijn eigen positie te bepalen. Zo wees hij het recht van opstand af dat Achenwall verdedigde.
Vanaf 1751 was hij lid van het Gesellschaft der Wissenschaften zu Göttingen. In 1761 werd Achenwall hoogleraar natuurrecht en politiek en in 1762 doctor in de rechten.
Achenwall trouwde driemaal. In 1752 trouwde hij met dichter Sophie Eleonore Walther, die in 1754 in het kraambed stierf. Na haar dood trouwde hij met Luise Moser, dochter van Johann Jacob Moser; zij overleed in 1762. Zijn derde huwelijk was met Sophie, een dochter van de 'Geheime Kammerrat' Jaeger uit Gotha. Hij had vijf kinderen uit de drie huwelijken.